# Cratere Catalán
Catalán è un cratere lunare di 26,77 km situato nella parte sud-occidentale della faccia visibile della Luna, nei pressi del margine sudorientale dell'emisfero lunare sempre visibile da Terra.
Per via della sua posizione, l'osservazione diretta del cratere dalla Terra è difficile e condizionata dalle librazioni lunari. Ad est di Catalán si trova il cratere Baade, mentre a nord-nord-ovest è possibile individuare il cratere Graff. Catalán si trova all'estremità sudorientale dei depositi di materiale eiettato che circondano il Mare Orientale; l'intera regione circostante è caratterizzata da una topografia irregolare.
Questo cratere è moderatamente irregolare, pur avendo una forma approssimativamente circolare. Il bordo è affilato e non mostra traccia di erosione. Porzioni delle pendici interne mostrano segni di frane a nord e a sud-est. Il pianoro centrale è accidentato ed irregolare e non vi è segno di un picco centrale.
Il cratere è dedicato allo spettroscopista spagnolo Miguel Antonio Catalán.

## Crateri correlati
Alcuni crateri minori situati in prossimità di Catalán sono convenzionalmente identificati, sulle mappe lunari, attraverso una lettera associata al nome.
| Catalán | Coordinate            | Diametro (in km) |
| ------- | --------------------- | ---------------- |
| A       | 45°43′12″S 89°17′24″W | 21,18            |
| B       | 45°36′36″S 88°31′48″W | 13,75            |
| U       | 45°00′36″S 90°39′36″W | 19,31            |